# Bible réinventée
La Bible réinventée ou réécrite (Rewritten Bible) est un genre littéraire répandu dans la période du Second Temple dans lesquels se rangent nombre d’écrits retrouvés à Qumran, dont le livre des Jubilés, mais aussi les Testaments des douze patriarches, le Livre des Antiquités bibliques et les premiers chapitres des Antiquités judaïques.
Il est défini pour la première fois par Geza Vermes afin de caractériser le Sefer HaYashar, un midrash du XIe siècle où l’auteur intègre divers développements au récit biblique « afin de répondre aux questions à l’avance et de résoudre les problèmes avant qu’ils ne surviennent » ; il estime ensuite que la technique a été fréquemment employée dans l’Antiquité, et serait probablement aussi ancienne que l’interprétation du texte biblique elle-même.  James Kugel (en) abonde, notant que la Bible réécrite interprète des termes difficiles, comble les vides du récit original et intègre des légendes au cours de l’histoire, lesquelles reflètent le point de vue de l’auteur.
Le rapport de l’auteur au texte biblique est pour le moins ambivalent puisqu’il souhaite le perpétuer en le modifiant alors que la tradition juive accorde une grande importance à l’exactitude du texte et de sa lecture.